# Fantosmia
Fantosmia, também chamada de alucinação olfativa ou odor fantasma, é sentir um odor que não está realmente lá. Pode ocorrer em uma narina ou em ambas. A fantosmia desagradável, cacosmia, é mais comum e é frequentemente descrita como cheirar algo que está queimado, sujo, estragado ou podre. Experimentar cheiros fantasmas ocasionais é normal e geralmente desaparece sozinho com o tempo. Quando as alucinações deste tipo parecem não desaparecer ou quando elas continuam voltando, pode ser muito perturbador e pode prejudicar a qualidade de vida de um indivíduo.
As alucinações olfativas podem ser causadas por condições médicas comuns, como infecções nasais, pólipos nasais ou problemas dentários. Pode resultar de condições neurológicas, como enxaquecas, lesões na cabeça, derrames, doença de Parkinson, convulsões ou tumores cerebrais. Também pode ser um sintoma de certos transtornos mentais, como depressão, transtorno bipolar, intoxicação ou abstinência de drogas e álcool, ou transtornos psicóticos. Às vezes, as exposições ambientais também são a causa, como fumar, exposição a certos tipos de produtos químicos (por exemplo, inseticidas ou solventes), ou tratamento de radiação para câncer de cabeça e pescoço.
Um médico pode determinar se o problema é com o olfato (sistema olfativo) ou paladar (sistema gustativo), ou se é causado por um distúrbio neurológico ou psiquiátrico. A fantosmia geralmente desaparece sozinha, embora isso às vezes possa ser gradual e ocorrer ao longo de vários anos. Quando causada por uma doença (por exemplo, sinusite), deve desaparecer quando a doença se resolver. Se o problema persistir ou causar desconforto significativo, o médico pode recomendar gotas salinas nasais, medicamentos antidepressivos ou anticonvulsivantes, anestesia para partes do nariz ou, em circunstâncias muito raras, procedimentos cirúrgicos para remover os nervos ou bulbos olfatórios.